# Regionsrådet i Region Midtjylland 2009-2013
For yderligere oplysninger, se Politik i Region Midtjylland. For generelle oplysninger, se Region Midtjylland.
Efter kommunal- og regionsrådsvalget, der blev afviklet den 17. november 2009, blev det afgjort, at Bent Hansen (S) stod til at genindtage posten som regionsrådsformand. Socialdemokraterne (S) blev det største parti med 15 mandater, Venstre (V) 11 og Socialistisk Folkeparti (SF) 6 mandater som de tre største partier.

## Resultat
|  | 33,70 |

|  | 026,80 |

|  | 12,70 |

|  | 7,50 |

|  | 6,30 |

|  | 4,70 |

|  | 2,90 |

|  | 1,80 |

|  | 1,80 |

|  | 0,50 |

|  | 0,50 |

|  | 0,20 |

|  | 0,00 |

|  | 0,00 |

|  | 0,00 |

Kilde: Fintællingsresultat fra KMD Valg

## Regionsrådsmedlemmer
Fordelingen af de 41 mandater mellem de nedenstående partier.
| Socialdemokraterne (A) - Bent Hansen, Kjellerup - Flemming Knudsen, Århus - Anders Kühnau, Horsens - Gert Schou, Norddjurs - Mette Valbjørn, Århus - Bjarne Schmidt Nielsen, Århus - Carl Johan Rasmussen, Favrskov - Laila Munk Sørensen, Skive - Susanne Gaarde, Skanderborg - Conny Jensen, Herning - Marianne Carøe, Randers - Henning Gjellerod, Holstebro - Henrik Fjeldgaard, Silkeborg - John G. Christensen, Ringkøbing - Henrik Gottlieb Hansen, Randers Det Radikale Venstre (B) - Andreas Steenberg, Århus | Fælleslisten Vest (D1) - Poul A. Christensen, Holstebro - Leif Hornshøj, Holstebro Dansk Folkeparti (O) - Jette Skive, Aarhus - Leif Lund, Silkeborg - Anders Vistisen Socialistisk Folkeparti (F) - Bente Nielsen, Silkeborg - Susanne Buch Nielsen, Lemvig - Jacob Isøe Klærke, Århus - Michael Thomsen, Herning - Niels Callesøe, Århus N - Mette Rohde Terp, Risskov | Venstre, Danmarks Liberale Parti (V) - Anne V. Kristensen, Horsens - Ulla Diderichsen, Herning - Jørgen Winther, Randers - Harry Jensen, Skjern - Olav Nørgaard, Skive - Aleksander Aagaard, Skanderborg - Torben Nørregaard, Videbæk - Fatma Øktem, Århus - Jørgen Nørby, Lemvig - Vagn Larsen, Silkeborg - Erik Vinther, Hedensted Konservativt Folkeparti (C) - Poul Müller, Århus - Ove Nørholm, Ikast - John Thorsø, Holstebro |

Kilde: Den nye Regionsråd  på KMD Valg.